# Кукалевич, Сергей Александрович
Сергей Александрович Кукалевич (род. 7 июля 1970, Минск) — советский и белорусский футболист, крайний полузащитник, тренер.

## Биография
Воспитанник минской СДЮШОР № 5, первый тренер — Михаил Францевич Шутович. В 1987 году стал привлекаться к играм дубля минского «Динамо» в первенстве дублёров высшей лиги, а на следующий год дебютировал в соревнованиях мастеров, отыграв 32 матча во второй лиге за «Динамо» (Брест). Первый матч на взрослом уровне провёл 5 мая 1988 года против «Орла», заменив на 65-й минуте Александра Мельника. Затем был призван на военную службу и некоторое время выступал в первенстве Белорусской ССР среди КФК, а в последнем сезоне первенства СССР перешёл в «Химик» (Гродно) из второй лиги.
После распада СССР продолжил играть за гродненский клуб, вскоре переименованный в «Неман», в высшей лиге Беларуси. Стал обладателем Кубка Беларуси 1992/93. За гродненский клуб провёл 78 матчей в высшей лиге, а с учётом первенства СССР — более 100 матчей. Участник игр Кубка обладателей кубков 1993/94 против швейцарского «Лугано».
Летом 1995 года перешёл в российский клуб первого дивизиона «Факел» (Воронеж). В следующем сезоне был основным игроком аутсайдера первой лиги России «Металлург» (Красноярск), а в апреле 1997 года провёл 2 матча в том же турнире за владивостокский «Луч».
Летом 1997 года вернулся в Беларусь и присоединился к амбициозному борисовскому БАТЭ, с которым в том же сезоне стал серебряным призёром первой лиги, а в 1998 году — серебряным призёром высшей лиги.
Весной 1999 года провёл 5 матчей в высшей лиге Украины в составе симферопольской «Таврии».
После возвращения из Крыма несколько лет не играл в профессиональных соревнованиях, в этот период играл за команду «Орбита» (Минск) и в российском первенстве КФК за тверскую «Волгу». В 2003 году вернулся в футбол, провёл два сезона в первой лиге за «Сморгонь», в обоих стал бронзовым призёром соревнований, а в 2005 году играл за «Верас» (Несвиж), также в первой лиге. Затем некоторое время играл на любительском уровне.
Всего в высшей лиге Беларуси сыграл 85 матчей и забил 5 голов.
После окончания игровой карьеры работал тренером. В 2008—2009 годах входил в тренерский штаб дубля гродненского «Немана», а в 2010 году — в тренерский штаб основной команды клуба. В 2013—2014 годах был ассистентом главного тренера «Сморгони», позднее вместе с Виктором Юйко тренировал польский клуб седьмого дивизиона «ЛКС Пограничже» (Кузница-Бялостоцкая). Также работал детским тренером в Гродно, в частности, в школах «Неман» и «Белкард». Среди его воспитанников — игрок сборной Беларуси Роман Вегеря.

## Достижения
- Серебряный призёр чемпионата Беларуси: 1998
- Обладатель Кубка Беларуси: 1992/93